# Hacı Bekir

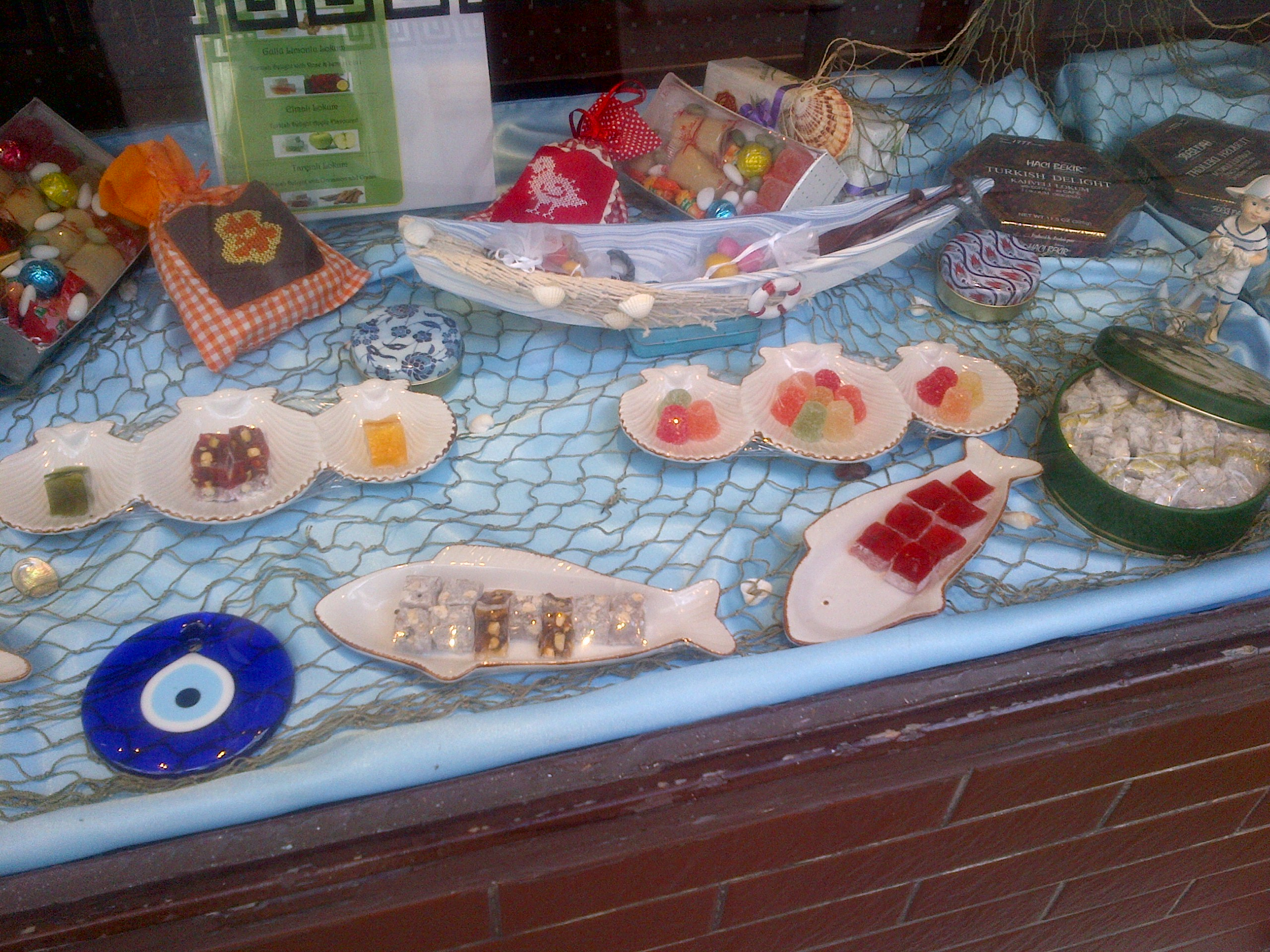
La vitrina de la tienda de Hacı Bekir en Kadıköy, İstanbul.

Ali Muhiddin Hacı Bekir (más conocida como Hacı Bekir) es una compañía de alimentos y cadena de tiendas de dulces muy tradicional y conocida de Turquía. Produce, y vende en sus tiendas, dulces, postres, bollería, lokum, chocolates, mazapán, cezerye etc y bebidas tradicionales turcos no alcohólicas como limonada, zumo de guindas, sahlep, şıra, şerbet, demirhindi y parecidas.  

## Nombre
El nombre oficial de la firma en los registros oficiales y comerciales es Hacı Bekir Lokum ve Şekerli Mamüller Sanayii A.Ş., que en idioma turco significa "Industria de delicias turcas y productos de dulcería Hacı Bekir, Inc."

## Historia
Hacı Bekir fue fundada en 1777 en Estambul, Imperio otomano.

## Productos

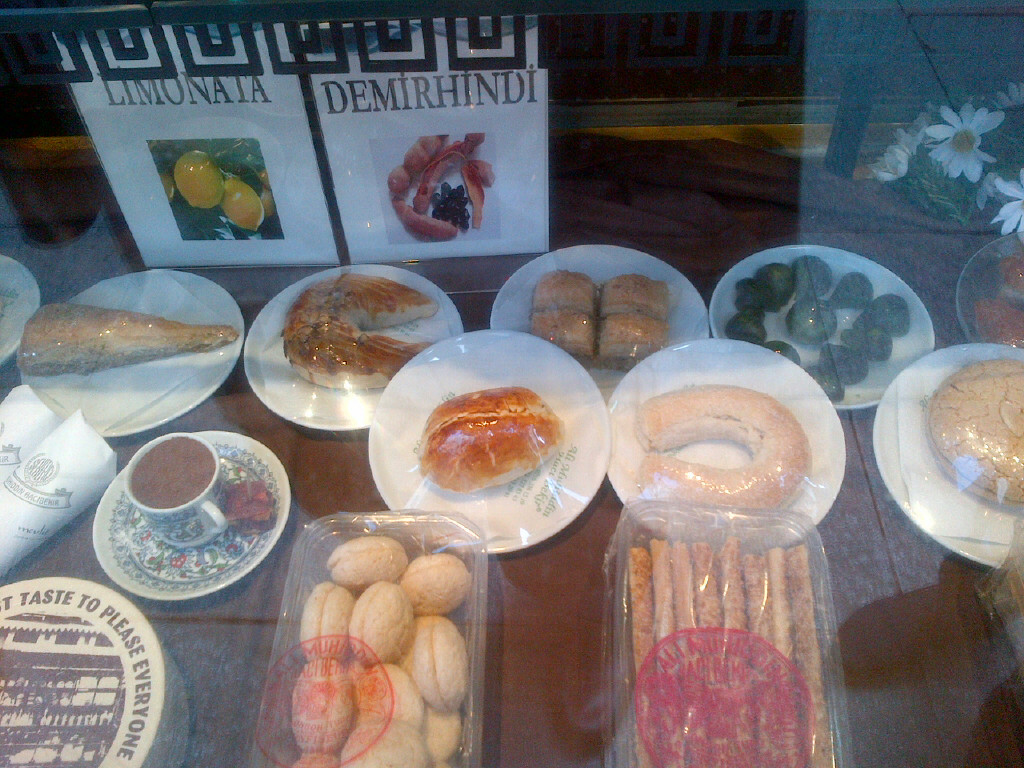
Productos varios de Hacı Bekir en sus vitrinas: Limonata, demirhindi, lokum, mazapán, acıbadem kurabiyesi, palitos de sésamo, baklava, café turco, higos confitados y variedades de çörek.

Hacı Bekir ha empezado el negocio con golosinas dulces y se ha hecho famosa con sus delicias turcas o "lokum". En la presente tanto procede repostería como bollos tradicionales, tanto dulces como salados. Entre sus bollos o "çörek", especialmente son conocidos los ay çöreği.
Hacı Bekir también se dedica a preparar y vender bebidas tradicionales sin alcohól como limonada, demirhindi, zumos de frutas y "şerbet" y "şıra".